# Porong
Porong is een bestuurslaag in het regentschap Sidoarjo van de provincie Oost-Java, Indonesië. Porong telt 4934 inwoners (volkstelling 2010).